# Josef Breuer
Josef Breuer (Vienna, 15 gennaio 1842 – Vienna, 20 giugno 1925) è stato un medico e psichiatra austriaco.
Studioso di considerevole levatura, fu membro corrispondente dell'Accademia Imperiale Austriaca delle Scienze. Dopo studi poco noti in materia di fisiopatologia della respirazione e sul senso dell'equilibrio, dedicatosi alla psichiatria, fu uno dei primi a trattare casi d'isteria con l'ipnosi e divenne l'antesignano di Sigmund Freud nell'impianto teorico della psicoanalisi. Per le sue congetture sulla dinamica dei processi psicologici fu precursore delle teorie freudiane negli studi sui fenomeni psicodinamici.
(Sigmund Freud)

## Biografia
Nato in una famiglia ebraica dedita all'istruzione religiosa, si indirizzò agli studi di medicina e iniziò a insegnare nell'università. Nel 1867, pur avendo conseguito l'ambito titolo di “Privat-Dozent”, abbandonò la carriera accademica per dedicarsi alla libera professione. Contemporaneamente in virtù della sua pratica clinica, si dedicava alla ricerca psichiatrica nell'istituto di fisiologia diretto da Ernst Wilhelm von Brücke. In tale contesto egli si interessò e divenne fautore della “Teoria di Brucke” che affermava l'esistenza di un'energia derivata dal sistema nervoso e capace di essere mantenuta a un livello costante dall'organismo stesso. Anche su tale teoria si basava, sostanzialmente, il concetto di esaurimento nervoso un modo di dire ancora attuale e che fu in effetti una diagnosi frequente ancora negli anni 1950.
Nell'istituto di von Brücke, nel 1880, Breuer conobbe Freud, di quattordici anni più giovane. Il rapporto fra i due studiosi fu più intenso rispetto a quelli che Freud intratteneva e di un genere che più tardi Freud avrebbe definito come una miscela di dipendenza, di ammirazione e di concorrenza. Breuer svolse a lungo un ruolo paterno per Freud, sostenendo persino finanziariamente il giovane studioso durante i primi anni della carriera.
Breuer è noto soprattutto per il lavoro condotto con una paziente, "Anna O." (Bertha Pappenheim) che soffriva di massicci sintomi, quali paralisi e disturbi della visione e della parola. Avendo avuto a lungo la giovane in trattamento mediante ipnosi, su proposta di Freud aveva iniziato ad applicarle il "metodo catartico" da questi ideato, un metodo basato su libere esternazioni del paziente in condizioni di completa tranquillità e rilassamento. Breuer notò che i sintomi diminuivano o sparivano dopo che la paziente ne parlava. Anna O. chiamò tale sistema "spazza camino". Le discussioni intercorse tra Breuer e Freud a proposito di questo caso sono documentate nel libro Studi sull'isteria del 1895, che porta la firma di entrambi, e che costituisce la base per la nascita della psicoanalisi freudiana.
Infine Breuer, anche perché emotivamente coinvolto dalla relazione con la paziente (Freud successivamente avrebbe definito tale fenomeno di coinvolgimento col termine “controtransfert”) convinto dell'inefficacia del metodo catartico, decise di tornare all'ipnosi. Questo portò ad un allontanamento da Freud. Parecchi anni più tardi, dopo la morte di Breuer, Freud rimase profondamente colpito di sapere, da un comune conoscente, che Breuer aveva seguito con grande interesse e simpatia gli sviluppi della sua vita e la sua carriera. 

## Nella letteratura
Un romanzo di Irvin Yalom, Le lacrime di Nietzsche, narra che nello stesso periodo in cui iniziava l'amicizia con Freud, si rivolse a Breuer Friedrich Nietzsche, sofferente per gravi disturbi psicologici seguiti all'interruzione della relazione d'amore con Lou Salomè. La storia descrive una lunga relazione tra Breuer e Nietzsche, un rapporto terapeutico e culturale teso a ricercare le radici della sofferenza del filosofo; in un episodio, il medico, vestiti i panni del paziente, inizia a parlargli dei suoi stessi tormenti e riesce con tale espediente a penetrarne l'isolamento provocando una benefica catarsi emotiva. Tale invenzione letteraria del tutto immaginaria - come spiega l'autore stesso nella postfazione della sua opera - fu ritenuta a lungo storicamente fondata.